# 国際文化協会
一般社団法人国際文化協会（こくさいぶんかきょうかい）は、ミス・インターナショナル　ビューティ・ページェント、ミス・インターナショナル日本代表選出大会などを開催している団体。元外務省所管。

## 概要
1963年（昭和38年）「世界のビューティ・コングレス」として設立。1969年（昭和44年）4月、外務省文化交流部の外郭団体として社団法人設立が認可される。それ以後、「世界各国との友好親善」を大きなテーマに掲げ、正しい相互理解による世界平和の実現と、国際社会における日本の正しい理解を実現させるためのさまざまな交流活動を展開している。1975年（昭和50年）「国際文化協会」と改称。
ミス・コンテストの運営も同法人の中核業務の一つであり、「ミス・インターナショナル」コンクールの世界大会、及びそれに付随する日本代表選出大会、及び受賞者の交流派遣事業も実施している。1965年（昭和40年）から2012年（平成24年）までは「ミス・ワールド」の日本代表選出大会も主催しており、ミス・ワールドの日本代表がミス・インターナショナルの代表と共に当協会が主催・管理するイベントに出席することも多かった。また1970年（昭和45年）から1983年（昭和58年）まで（1982年を除く）はミス・インターナショナルの妹版「ミス・ヤング・インターナショナル」大会も主催していた。かつてはミス・ワールドの日本大会で「ミス・パシフィック」の日本代表も選出しており、1976年（昭和51年）と1977年（昭和52年）にはミス・インターナショナルも加えて帝国劇場で日本大会が開催されテレビ放送された。